# 地鎮祭

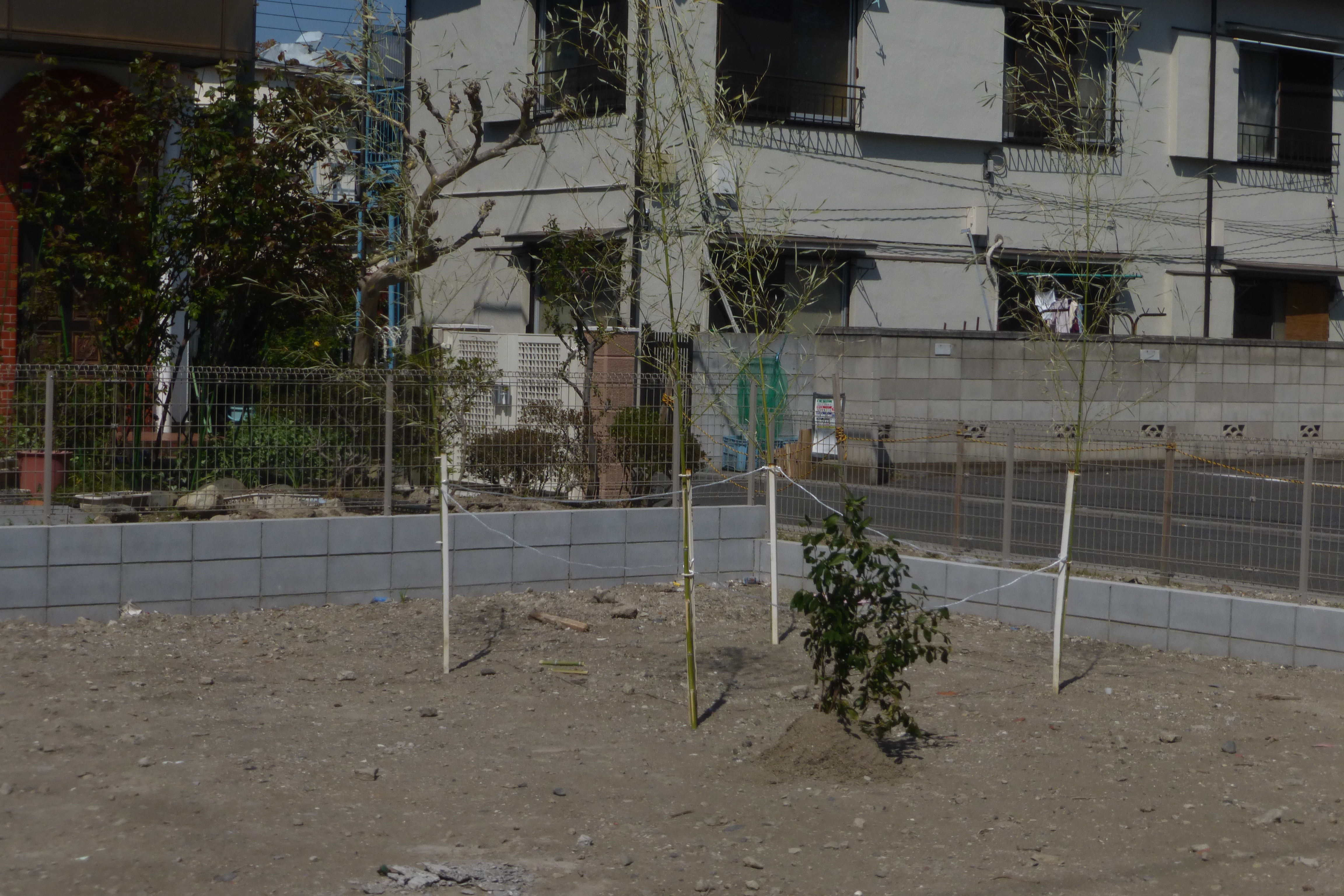
地鎮祭、東京にて

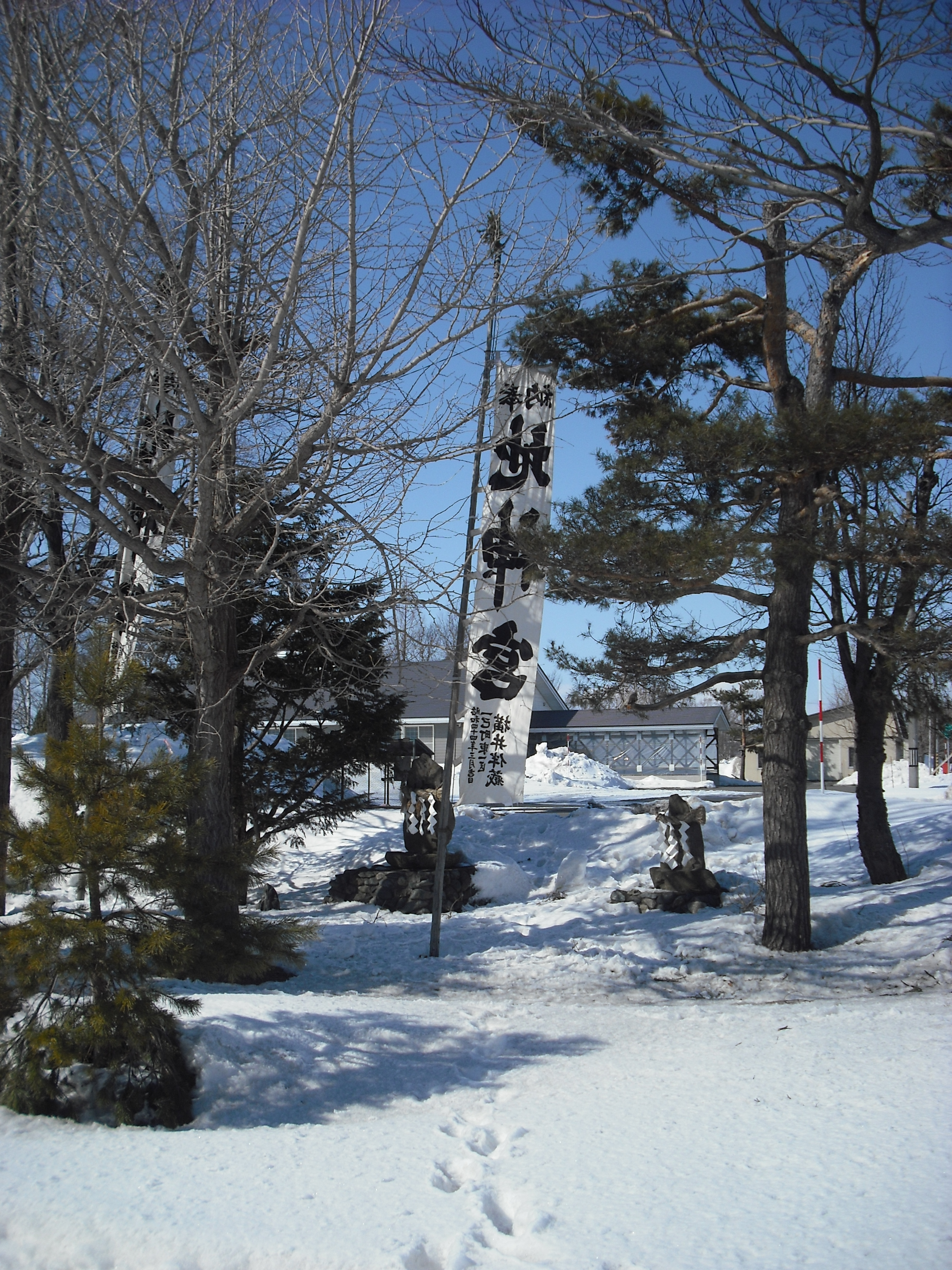
農家が中心となって行われる地鎮祭における幟の例

地鎮祭（じちんさい、とこしずめのまつり）とは、土木工事や建築工事の起工にあたって、工事の無事を祈願するための儀式。建築工事にあっては建築儀礼の一種である。
形式としては神式と仏式がある。現代では神式で執り行われることが多く、古来、地祭（じまつり）、鎮祭（しずめまつり）、宮地鎮謝（みやじかまむるまつり）、地曳祭（じひきさい）などとも称された儀式である。仏式では地鎮式や安全祈願祭と呼ばれることもある。
日本以外では韓国や台湾でも地鎮祭に似たお祓いをすることがある。

## 歴史
最も古い記録では『日本書紀』の持統天皇5年10月甲子条や持統天皇6年5月丁亥条に「鎮祭」の記述がある。なお、『古語拾遺』（807年）では神武天皇が橿原に都を設けた際に坐摩神（いかすりのかみ）が祀られたとする記述があり、「坐摩」は大宮地（おおみやどころ）の霊であるとしていることから古くから宮殿の起工にあたって地鎮式が執り行われたとみられる。
儀式で五色幣を中央・東西南北の角に立てるのは中国の陰陽五行説の影響とされる。この陰陽思想の公的な請来は、推古10年（602年）に百済から観勒によってもたらされたとされる。
近代の神仏分離前には、神仏はより混在した状況にあり、祭主もより多様であった。
平安時代になると陰陽師に代わって密教僧による地鎮が盛行したとされるが、そうではなく密教の安鎮法と陰陽道の土公祭の双方が鎌倉時代までみられるとする研究もある。

## 神式

### 地鎮祭の流れ

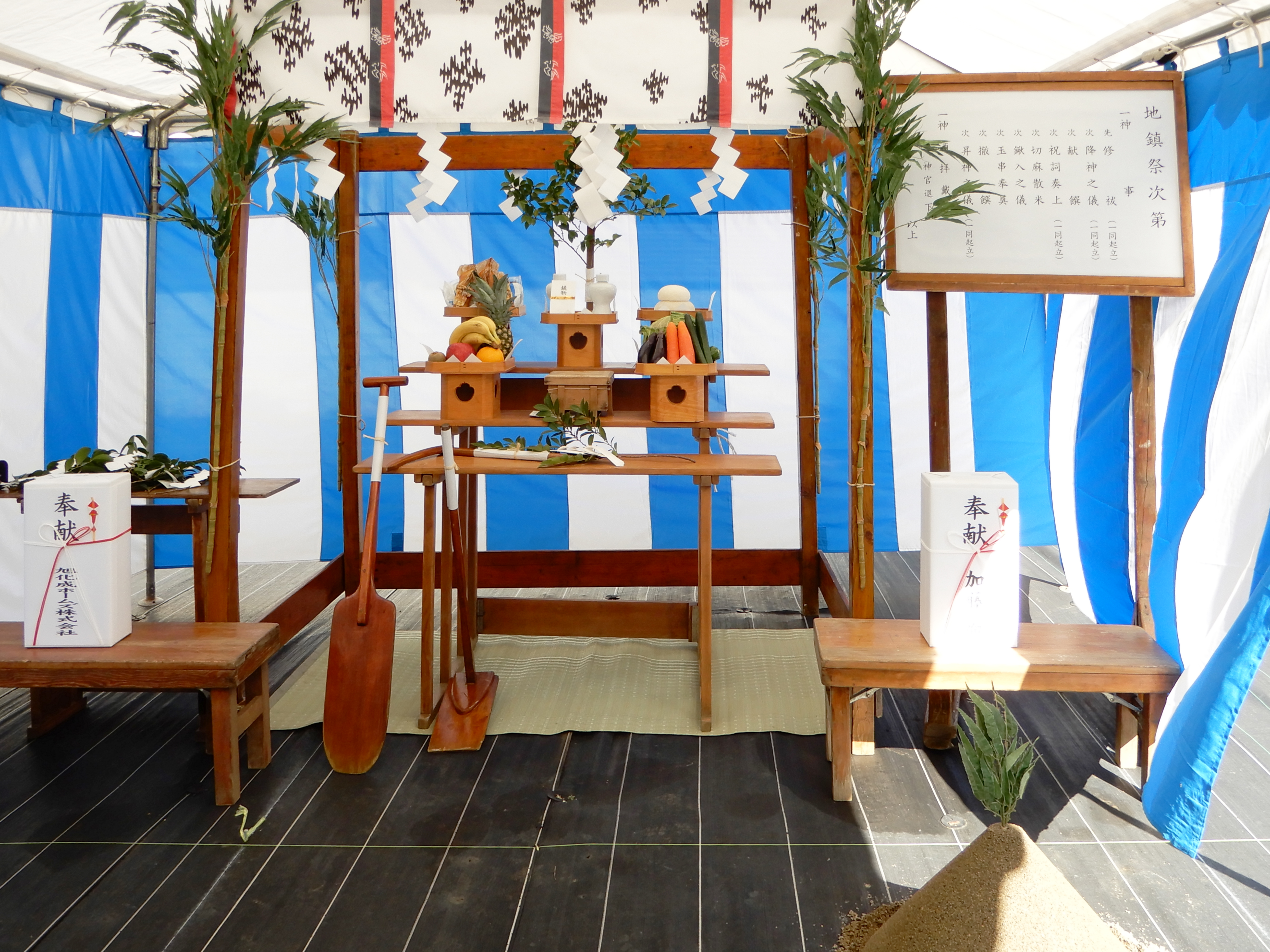
地鎮祭の祭壇。右上の看板には「地鎮祭次第／一　神事／修祓(一同起立)／降神之儀(一同起立)／献饌／祝詞奏上(一同起立)／切麻散米／鍬入之儀／玉串奉奠／撤饌／昇神之儀(一同起立)／一　神酒拝戴／神官退下」とある。手前右下には盛り砂がある。東京都中野区にて撮影。

祭場は南面した場所に設け、四方に斎竹（いみたけ）を立てる注連縄を張る。
昔は竜柱（祝い柱）を建て、丑寅（北東）と未申（西南）の方向にそれぞれ矢を立てて普請の安全を祈ったという。
神式の一般的な地鎮祭の流れは次の通りである。
手水（てみず、ちょうず）
神事の会場に入る前に、手を洗い、口を漱ぎ、心身を浄める（その後に着席）。
修祓（しゅばつ）
神職が祓詞を奏上した後、祭場、神饌、玉串、斎主、祭員、建主、工事関係者、その他参列者を祓い清める。
降神（こうしん）の儀
神職が降神詞を唱えてから「オ…」と声を発して警蹕（けいひつ）を行い、低頭した参列者に降臨を告げる。
献饌（けんせん）の儀
神職が神饌（米、酒、餅、海魚、川魚、海菜、野菜、果物、菓子、塩、水など）を供える。神前に神酒を供えておき、その瓶子の蓋を取って献饌の儀とすることもある。
祝詞奏上（のりとそうじょう）
神職が土地や建物の長久、工事の安全、建主の発展などを祈る祝詞を奏上する。
散供（さんく）の儀
東北、東南、南西、西北の順に土地の四隅を祓い清め、米、塩、切幣そして清酒を大地に直接供える。
草刈初（くさかりそめ）の儀
忌鎌（いみかま）を使って草を刈る儀式で主に建主が行う。
穿初（うがちぞめ）の儀
忌鍬（いみくわ）を使って鍬を入れる儀式で主に工事関係者が行う。
鎮物（しずめもの）埋納
敷地中央に鎮物を行うが、通常は地鎮祭では所作のみで工事のときに埋納する。
玉串拝礼（たまぐしはいれい）
斎主、祭員に建主、工事関係者、参列員等の順に玉串を奉り拝礼する。
撤饌（てっせん）の儀
神職が神饌を下げる（瓶子に蓋をして撤饌の儀とすることもある）。
昇神（しょうしん）
斎主が昇神詞を唱えるとともに、警蹕（けいひつ）を行い神を送る。
直会（なおらい）
席を改めて直会を行う。

### 出雲屋敷地鎮祭
出雲大社では、土地の最高神である大国主大神を仰ぎ、土地の平安堅固を祈る地鎮祭を「出雲屋敷地鎮祭」として、特別な神事を行う。出雲大社の御土である「御神土」「鎮め物」を屋敷に埋め、中央、四方の柱に御札を貼る、それを五柱御札という。それにより大国主大神の御支配される屋敷となる。そして、鬼門、たたり、方位、障りはすべて無くなり、いよいよ繁栄するようになるという。神事は出雲大社伝統の儀式法にて行う。※神語三唱や御神土埋納、四拍手など特殊性がある。出雲屋敷後、年々多少の初穂を献納する出雲年貢を行う地域がある。本来は出雲の氏子のみを対象に行っていた祭礼。現在では、他県から訪れるものも対象としている。

## 仏式
仏教では、地鎮法、鎮宅法（じちん、ちんたく・ほう）、安鎮法（あんちんほう、安鎮国家不動法の略）、地天供（じてんく）、あるいは俗に地祭り、地堅めの法などともいう。